# قشلاق أغجاران (مقاطعة بيله سوار)
قشلاق أغجاران (بالفارسية: قشلاق اغجاران) هي منطقة سكنية تقع في إيران في أردبيل. يقدر عدد سكانها بـ 66 نسمة .